# Pedro Armendáriz
Pedro Armendáriz (født Pedro Gregorio Armendáriz Hastings, 9. maj 1912, død 18. juni 1963) var en mexicansk filmskuespiller, der bl.a. medvirkede i James Bond-filmen From Russia with Love.